# Dysaphis tulipae
Dysaphis tulipae är en insektsart som först beskrevs av Boyer de Fonscolombe 1841.  Dysaphis tulipae ingår i släktet Dysaphis och familjen långrörsbladlöss. Arten är reproducerande i Sverige. Inga underarter finns listade i Catalogue of Life.